# Kansas City Southern
A Kansas City Southern é uma das maiores empresas do ramo ferroviário dos Estados Unidos da América.